# Acanthospira
Acanthospira es un género de foraminífero bentónico considerado como nomen nudum e invalidado, aunque inicialmente considerado perteneciente a la familia Cornuspiridae, de la superfamilia Cornuspiroidea, del suborden Miliolina y del orden Miliolida. Su rango cronoestratigráfico abarcaba el Liásico (Jurásico inferior).

## Clasificación
En Acanthospira no se ha considerado ninguna especie.